# Orichovycja
Orichovycja, česky Orichovice, ukrajinsky Оріховиця, maďarsky Rahonca, je část obce Onokivci, v Onokivské územní komunitě, v okrese Užhorod, v Zakarpatské oblasti na Ukrajině. V roce 2025 zde žilo 604 obyvatel.

## Historie
Na okraji vsi byla nalezena starověká slovanská sídla z 8.–9. století. Do uzavření Trianonské smlouvy byla ves součástí Uherska, poté byla součástí Československa. V roce 1939 byla okupována Maďarskem. Od roku 1945 byla součástí Ukrajinské sovětské socialistické republiky, která byla součástí SSSR. Od roku 1991 je součástí nezávislé Ukrajiny.